# Multimedia

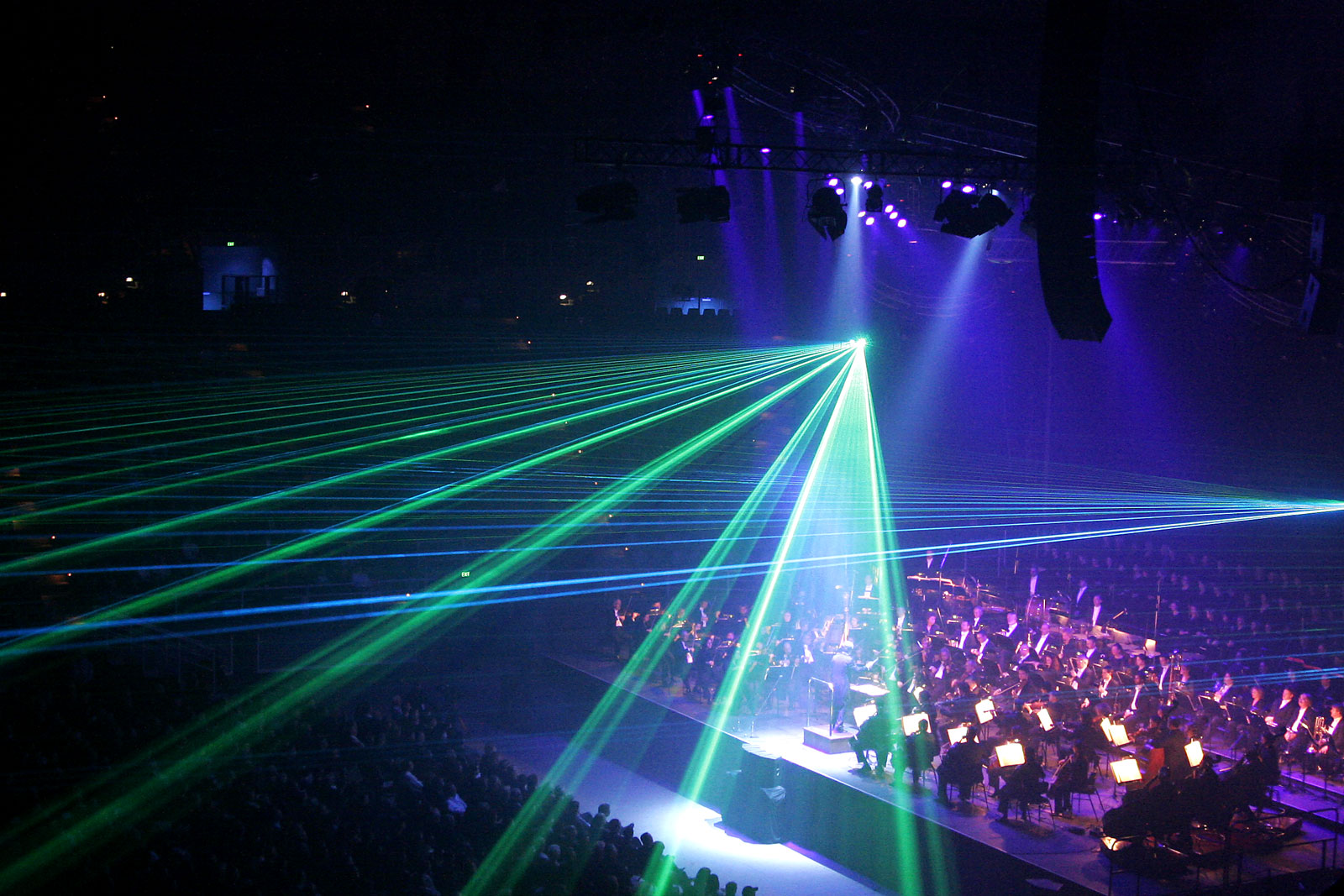
Un espectáculo láser es un evento multimedia en vivo.

El término multimedia hace referencia a cualquier objeto o sistema que utiliza múltiples medios de expresión físicos o digitales electrónicos, para presentar o comunicar información; de allí la expresión multimedios. Los medios pueden ser variados, desde texto e imágenes, hasta animación, sonido, video, alto nivel de interactividad. También se puede calificar como multimedia a los medios electrónicos u otros medios que permiten almacenar y presentar contenido multimedia. Multimedia es similar al empleo tradicional de medios mixtos en las artes plásticas, pero con un alcance más amplio.
- El Diccionario de la Real Academia Española tiene una definición para multimedia.

## Contexto
Se habla de multimedia interactiva, cuando el usuario tiene libre control sobre la presentación de los contenidos, acerca de qué es lo que desea ver y cuándo; a diferencia de una presentación directa, en la que es forzado a visualizar contenido en un orden predeterminado.
Hipermedia podría considerarse como una forma especial de multimedia interactiva que emplea estructuras de navegación más complejas que aumentan el control del usuario sobre el flujo de la información. El término "hiper" se refiere a navegación, de allí los conceptos de hipertexto o navegación entre textos e hipermedia o navegación entre medios.
Multimedia Interactiva: Es la suma de medios multiplicando sus efectos, gracias a la introducción de la interconectividad, esta es definida como la demanda de acción que afecta el producto multimedia del usuario, puede tener diferentes medios de expresión como tocar la pantalla, arrastrar y soltar, etc. 
Multimedia Digital: Integración en un sistema informático de texto, gráficos, imágenes, video, animaciones, sonido y cualquier otro medio que pueda ser tratado digitalmente.
Lev Manovich fue quién acuñó el término "metamedio", que se puede definir como un medio que contiene diversos medios y que a su vez adquieren tres distintas propiedades: con el software, datos y cuando se procesan. Los meta-medios una fuente productora de medios.
El concepto de multimedia es tan antiguo como la comunicación humana, ya que al expresarnos en una charla normal hablamos (sonido), escribimos (texto), observamos a nuestro interlocutor (video) y accionamos con gestos y movimientos de las manos (animación). Con el auge de las aplicaciones multimedia para computador este vocablo entró a formar parte del lenguaje habitual.
Cuando un programa de computador, documento o una presentación combina adecuadamente los medios, se mejora notablemente la atención, comprensión y el aprendizaje; ya que se acercará algo más a la manera habitual en que los seres humanos nos comunicamos, cuando empleamos varios sentidos para comprender un mismo objeto e informarnos sobre él.

## Características

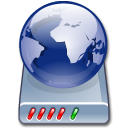
Transmitido en línea

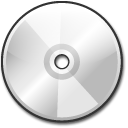
Grabado localmente

Las presentaciones multimedia pueden verse en un escenario, proyectarse, transmitirse, o reproducirse localmente en un dispositivo por medio de un reproductor multimedia. Una transmisión puede ser una presentación multimedia en vivo o grabada. Las transmisiones pueden usar tecnología tanto analógica como digital. Multimedia digital en línea puede descargarse o transmitirse en flujo usando streaming. Multimedia en flujo puede estar disponible en vivo o por demanda.
Los juegos y simulaciones multimedia pueden usarse en ambientes físicos con efectos especiales, con varios usuarios conectados en red, o localmente con un computador sin acceso a una red, un sistema de videojuegos, o un simulador. En el mercado informático existen variadas aplicaciones de autoría y programación de software multimedia, entre las que destacan Adobe Director y Flash.
Los diferentes formatos de multimedia analógica o digital tienen la intención de mejorar la experiencia de los usuarios, por ejemplo: para que la comunicación de la información sea más fácil y rápida; o bien, en el entretenimiento y el arte, para trascender la experiencia común.
Los niveles mejorados de interactividad son posibles gracias a la combinación de diferentes formas de contenido. Multimedia en línea se convierte cada vez más en una tecnología orientada a objetos e impulsada por datos, permitiendo la existencia de aplicaciones con innovaciones en el nivel de colaboración y la personalización de las distintas formas de contenido. Ejemplos de esto van desde las galerías de fotos que combinan tanto imágenes como texto actualizados por el usuario, hasta simulaciones cuyos coeficientes, eventos, ilustraciones, animaciones o videos se pueden modificar, permitiendo alterar la "experiencia" multimedia sin tener que programar.
Además de ver y escuchar, la tecnología háptica permite sentir objetos virtuales. Las tecnologías emergentes que involucran la ilusión de sabor y olor también pueden mejorar la experiencia multimedia.
La multimedia encuentra su uso en varias áreas incluyendo, pero no limitado: arte, educación, entretenimiento, ingeniera, medicina, matemáticas, negocio, y la investigación científica. En la educación, la multimedia se utiliza para producir los cursos de aprendizaje computarizado (popularmente llamados CBT) y los libros de consulta como enciclopedia y almanaques. Un CBT deja al usuario pasar con una serie de presentaciones, de texto sobre un asunto particular, y de ilustraciones asociadas en varios formatos de información. El sistema de la mensajería de la multimedia o MMS, es un uso que permite que uno envíe y que reciba los mensajes que contienen la multimedia - contenido relacionado. MMS es una característica común de la mayoría de los teléfonos celulares. Una enciclopedia electrónica multimedia puede presentar la información de maneras mejores que la enciclopedia tradicional, así que el usuario tiene más diversión y aprende más rápidamente. Por ejemplo, un artículo sobre la Segunda Guerra Mundial puede incluir hiperenlaces a los artículos sobre los países implicados en la guerra. Cuando los usuarios hayan encendido un hiperenlace, los vuelven a dirigir a un artículo detallado acerca de ese país. Además, puede incluir un video de la campaña pacífica. Puede también presentar los mapas pertinentes a los hiperenlaces de la Segunda Guerra Mundial. Esto puede acelerar la comprensión y mejorar la experiencia del usuario, cuando está agregada a los elementos múltiples tales como cuadros, fotografías, audio y video.
La multimedia es muy usada en la industria del entretenimiento, para desarrollar especialmente efectos especiales en películas y la animación para los personajes de caricaturas. Los juegos de la multimedia son un pasatiempo popular y son programas del software como CD-ROMs o disponibles en línea. Algunos juegos de video también utilizan características de la multimedia. Los usos de la multimedia permiten que los usuarios participen activamente en vez de estar sentados llamados recipientes pasivos de la información, la multimedia es interactiva.

## Tipos de información multimedia
|           |       |                |
| Texto     | Audio | Imagen         |
|           |       |                |
| Animación | Video | Interactividad |

### Texto
Sin formatear, formateado, lineal e hipertexto.

### Gráficos
Utilizados para representar esquemas, planos, dibujos lineales, etc.

### Imágenes
Son documentos formados por píxeles. Pueden generarse por copia del entorno, como escaneado, fotografía digital, que tienden a ser ficheros muy voluminosos.

### Animación
Presentación de un número de gráficos por segundo que genera en el observador la sensación de movimiento.

### Video
Presentación de un número de imágenes por segundo, que crean en el observador la sensación de movimiento. Pueden ser sintetizadas o captadas.

### Sonido
Puede ser habla, música u otros sonidos.
El trabajo multimedia está actualmente a la orden del día y un buen profesional debe seguir unos determinados pasos para elaborar el producto.

### Definir el mensaje clave
Saber qué se quiere decir. Para eso es necesario conocer al cliente y pensar en su mensaje comunicacional. Es el propio cliente el primer agente de esta fase comunicacional.

### Conocer al público
Buscar qué le puede gustar al público para que interactúe con el mensaje. Aquí hay que formular una estrategia de ataque fuerte. Se trabaja con el cliente, pero es la agencia de comunicación la que tiene el protagonismo. En esta fase se crea un documento que los profesionales del multimedia denominan "ficha técnica", "concepto" o "ficha de producto". Este documento se basa en 5 ítems: necesidad, objetivo de la comunicación, público, concepto y tratamiento.

### Desarrollo o guion
Es el momento de la definición de la jugabilidad: funcionalidades, herramientas para llegar a ese concepto. En esta etapa solo interviene la agencia que es la especialista.

### Creación de un prototipo
En multimedia es muy importante la creación de un prototipo que no es sino una pequeña parte o una selección para testear la aplicación. De esta manera el cliente ve, ojea, interactúa. Tiene que contener las principales opciones de navegación.
Ahora ya se está trabajando con digital, un desarrollo que permite la interactividad. Es en este momento cuando el cliente, si está conforme, da a la empresa el dinero para continuar con el proyecto. En relación con el funcionamiento de la propia empresa, está puede presuponer el presupuesto que va a ser necesario, la gente que va a trabajar en el proyecto (lista de colaboradores). En definitiva, estructura la empresa. El prototipo es un elemento muy importante en la creación y siempre va a ser testado, ya sea público objetivo y encargados de comprobar que todo funciona.

### Creación del producto
En función de los resultados del testeo del prototipo, se hace una redefinición y se crea el producto definitivo, el esquema del multimedia.

## Sitio web
Un sitio web es un espacio virtual en Internet formado por un conjunto de páginas web dirigidas a un tema en específico. Para tener un sitio web es necesario tener un dominio, una dirección de Internet.
Por los general estos sitios incluyen una página inicial, que se denomina home en donde se ve una presentación del sitio en donde se encuentra, por lo general, un menú que cuenta con diversas opciones, enlazadas con hiperenlaces, en donde el usuario puede elegir qué temas quiere ver.[cita requerida]

## Diseño multimedia
El diseño multimedia está compuesto por la combinación de diversos medios, entre ellas se encuentran el texto, fotografías, vídeos, programación, sonido, animación, entre otras, con el fin de expresar y comunicar.
El diseño multimedia se puede decir que es herramienta muy efectiva para transmitir un mensaje, se apoya principalmente en la combinación de medios, con el uso del diseño se logra facilitar la visibilidad de los contenidos, además de ser un elemento estético, ayuda a que el mensaje sea más claro y conciso.[cita requerida]

## Videojuegos
Los videojuegos son un software interactivo que, generalmente, está enfocada al entretenimiento y al ocio de una o más personas. Los videojuegos cuentan una historia en la que es necesario que el usuario interactúe con el contenido y que a su vez se involucre con el mismo para que, a través de ciertos mandos o controles, permita simular experiencias a través de la pantalla de un televisor, celular, etc.
Existen videojuegos que son sencillos y otros más complejos, algunos de ellos son capaces de narrar historias usando audio y video, imagen, texto, demostrando que el videojuego es parte de la multimedia. También, se pueden clasificar, teniendo en cuenta sus objetivos, en distintos géneros, los más populares son los de acción, estrategia, aventura, deportes o carreras, entre otros.
A su vez muchas veces los videojuegos son basados de libros o alguna película famosa, en los cuales se forma un universo, el objetivo del videojuego en este caso es contar una historia distinta a la que se ve en el libro o en la película. Se busca crear una Narrativa Transmedia en donde el videojuego forme parte de toda la historia, pero a su vez la cuenta de un punto de vista distinto.

## Tipos de multimedia
Los diferentes tipos de multimedia se pueden clasificar de acuerdo a la finalidad de la información, o también, al medio en el cual serán publicadas.

### Multimedia educativa
Es importante recalcar que la multimedia educativa es previa a que el computador apareciera, se puede considerar como un proceso no lineal esto hace que el estudiante lleve su propio orden en su modelo educativo (a distancia, presencial etc.). Se fundamenta en un desarrollo navegable que permite cierta libertad de moverse sobre la aplicación. Algunos eventos temporales importantes de la multimedia educativa: 1975/1980 Programación – 1985 Multimedia – 1990/1995 Internet – 2000 E-learning – 2005 Redes Sociales.

### Multimedia publicitaria
Es el uso de diferentes medios enfocado a una campaña publicitaria, esto ha generado nuevos espacios en este sector, se viene presentando un cambio de los medios tradicionales a los digitales con un abanico enorme de nuevas posibilidades, tabletas, teléfonos móviles, desarrollo web, TDT, hipertexto y el correo y, como elemento destacado, las redes sociales como herramienta de difusión viral.

### Multimedia comercial
En este tipo de multimedia encontramos una gran variedad de productos, tales como: Bases de datos (DB), promociones, catálogos, simuladores, páginas web, publicidad entre otros, todo este material se presenta en forma digital, interactivo y su funcionalidad principal es la de convencer a un posible comprador o cliente de adquirir un servicio o producto. De alguna forma este tipo de multimedia está directamente relacionada con la educación en línea.

### Multimedia informativa
Está relacionada con los elementos multimediales que brindan información, tales como: noticias, prensa, revistas, televisión y diarios, esta información se presenta en la mayoría de los casos en forma masiva (entorno mundial) y se mantiene actualizada al momento de los hechos, su valor informativo es primordial para conocer hechos antes que los medios de comunicación tradicionales.[cita requerida]